# Медоу Бриџ (Западна Вирџинија)
Медоу Бриџ (енгл. Meadow Bridge) град је у америчкој савезној држави Западна Вирџинија.

## Демографија
По попису из 2010. године број становника је 379, што је 58 (18,1%) становника више него 2000. године.
| Група             | 2000.        | 2010.       |
| Белци             | 321 (100,0%) | 376 (99,2%) |
| Афроамериканци    | 0 (0,0%)     | 0 (0,0%)    |
| Азијати           | 0 (0,0%)     | 1 (0,3%)    |
| Хиспаноамериканци | 0 (0,0%)     | 1 (0,3%)    |
| Укупно            | 321          | 379         |